# 豪斯 (新墨西哥州)
豪斯（英語：House）是位於美國新墨西哥州奎伊縣的村。

## 人口
根據2020年美國人口普查的數據，豪斯的面積為2.37平方千米，皆為陸地。當地共有人口56人，而人口密度為每平方千米24人。